# Histoires improvisées (paroles et musiques)
Albums
My One and Only Love
(2018) Masters in Paris
(2020)
Histoires improvisées (paroles et musiques) est un album du pianiste de jazz français Martial Solal paru le 16 novembre 2018 chez JMS/Pias.

## Historique de l'album
Martial Solal, bientôt 91 ans au moment de l'enregistrement, avait annoncé qu'il prenait sa retraite, notamment à cause d'anévrismes, et qu'il n'avait plus envie d'enregistrer. Il revenu est à la scène en 2015 pour des concerts en duo avec David Liebman ou Jean-Michel Pilc.
Alors qu'il venait préparer l'édition d'un recueil de thèmes de Solal, Jean-Marie Salhani, le producteur de JMS, lui a offert d'enregistrer un disque sous forme de jeu, proposition à laquelle Solal n'a pas pu résister. Salhani l'a invité à piocher au hasard parmi 52 petits papiers le sujet d'une improvisation au piano : des membres de sa famille (son épouse Anna, son fils Éric, sa fille Claudia Solal…), des musiciens (Count Basie, Duke Ellington, Charlie Parker, Django Reinhardt…), des paysages, des films… Au total, Solal a tiré 19 petits papiers. Assis au piano, il introduit chaque improvisation par une petite explication.
Comme le pianiste l'explique, « le tout a été enregistré en une seule prise, ce qui peut expliquer quelques redites et le côté parfois débridé ou irréfléchi… J’ai joué de la même façon que je le ferais chez moi, le matin, juste pour divaguer sur le clavier. »
Même si Solal improvise, des thèmes de Duke Ellington ou le Nuages de Django Reinhardt se sont retrouvés spontanément sous ses doigts. Inspiré par Franz Liszt, il s'est retrouvé à jouer des traits en octave, ce qu'il ne fait d'habitude jamais.
Solal n'a pas pu s'empêcher de regarder ce qu'il restait sur les petits papiers non piochés, et regrette de n'avoir pas pu rendre hommage à André Hodeir, Lucky Starway, le Club Saint-Germain, Aimé Barelli, Lucky Thompson, Village Vanguard, Marius Constant, Zoé Solal, le Newdecaband…

## Réception critique
La critique salue cet album : Citizen Jazz, Guillaume Lagrée… Pour Jean-Louis Lemarchand, « le temps ne fait rien à l’affaire : Martial Solal (91 printemps), surprend, dépayse, amuse. » Marc Zisman (Qobuz) parle de « croquis d’improvisations d’une fraîcheur folle et d’une intelligence rare ». Pour Louis-Julien Nicolaou (Télérama), « il témoigne d’une inaltérable fraîcheur d’esprit et d’une fantaisie toujours aussi vive ». Pour Reinhard Köchl (jazzthing.de) « le résultat est incroyable d'espièglerie, d'excentricité, d'inventivité, d'humour, de gaieté, de subtilité ». Pour Yves Sportis (Jazz Hot), l'album présente « une collection de petites perles de culture qu’on peut savourer d’un trait pour l’atmosphère ou une par une, car l’imagination cultivée de Martial Solal réserve dans chacune des pièces ses petites surprises, citations-évocations, qui viennent titiller la curiosité, le sourire, l’émotion ».
L'album est un des préférés de Solal.

## Liste des titres de l'album
Toute la musique est composée par Martial Solal.
| No  | Titre                                                                 | Durée |
| --- | --------------------------------------------------------------------- | ----- |
| 1.  | Count Basie                                                           | 2:40  |
| 2.  | Liszt                                                                 | 2:32  |
| 3.  | Bebop                                                                 | 1:29  |
| 4.  | Éric (Éric Solal, le fils de Martial Solal)                           | 2:05  |
| 5.  | Ellington                                                             | 2:34  |
| 6.  | Manuellement (à Manuel Rocheman)                                      | 2:28  |
| 7.  | À bout de souffle                                                     | 4:04  |
| 8.  | Il était une fois un violon (à Stéphane Grappelli et Didier Lockwood) | 2:04  |
| 9.  | Alger                                                                 | 3:09  |
| 10. | Kenny (Kenny Clarke)                                                  | 1:58  |
| 11. | Léon Morin                                                            | 5:21  |
| 12. | Au trot                                                               | 1:35  |
| 13. | Le Guitariste (Django Reinhardt)                                      | 3:37  |
| 14. | Chanson pour Amalia (la petite fille de Solal)                        | 2:29  |
| 15. | Dizzy                                                                 | 4:03  |
| 16. | Claudia                                                               | 5:36  |
| 17. | What is This, Lee? (à Lee Konitz)                                     | 3:06  |
| 18. | Marche nuptiale                                                       | 3:35  |
| 19. | N'importe où                                                          | 1:52  |